# Roger Ljung
Roger Ljung (Lomma, 8 de janeiro de 1966) é um ex-futebolista sueco que atuava como zagueiro.

## Carreira
Ljung competiu na Copa do Mundo FIFA de 1990, sediada na Itália, na qual a seleção de seu país terminou na vigésima primeira colocação dentre os 24 participantes.